# Eriosema laurentii
Eriosema laurentii är en ärtväxtart som beskrevs av De Wild. Eriosema laurentii ingår i släktet Eriosema och familjen ärtväxter.

## Underarter
Arten delas in i följande underarter:
- E. l. arenicola
- E. l. laurentii